# Pungent Stench
Pungent Stench est un groupe de death metal autrichien. Formé en 1987, la dernière formation du groupe comprend Martin Schirenc (chant, guitare), Danny Vacuum (chant, basse), et Mike G. Mayhem (batterie). Pungent Stench se popularise dans la scène death metal grâce à son style unique de metal extrême et ses paroles controversées, mêlés à des sujets comme le gore, la paraphilie et l'humour noir. Ils se séparent en 1995, se reforme en 1999 avant de se séparer de nouveau en 2007. Ils se reforment en 2013.

## Biographie

### Débuts
Le groupe est formé à la fin de 1987. Il se fait connaître tout de suite en Europe grâce à un split-album avec Disharmonic Orchestra, un autre groupe autrichien. L'album For God Your Soul... For Me Your Flesh, qui contient un humour morbide, est publié en avril 1990,. La chanson-titre se classe dans les « 100 meilleures chansons de death metal » au magazine en version allemande de Metal Hammer.
L'album Been Caught Buttering va plus loin avec son illustration. Comme le titre, la pochette de l'album est une photo de Joel-Peter Witkin, une tête décapitée, partiellement décomposée, sciée en deux. Le groupe fait des tournées en Europe et aux États-Unis. Une tournée européenne fin 1991 avec Type O Negative est perturbée à cause des polémiques autour du groupe américain. En 1993, l'EP Dirty Rhymes and Psychotronic Beats comprend une reprise de Why Can the Bodies Fly du groupe électro allemand Warning ainsi que du morceau Four F Club de The Mentors. Les textes évoquent le sadomasochisme et d'autres pratiques sexuelles extrêmes. Après une tournée de trois mois aux États-Unis, le groupe se sépare en 1995.

### Nuclear Blast
En 1997, le groupe publie Praise the Names of the Musical Assassins, une compilation de 19 titres comprenant des inédits, des samples, des reprises, sur le label Nuclear Blast. Par la suite, le chanteur Martin Schirenc forme Hollenthon, un groupe de death metal mélodique.
À l'automne 2000, il reforme avec le bassiste Marius Mausna de Belphegor Pungent Stench qui publie quelques mois plus tard un nouvel album, Masters of Moral - Servants of Sin. Mausna part en 2004 pour ses projets personnels. Le nouvel album Album Ampeauty sorti en septembre est enregistré avec Fabio Testi. Ce dernier s'en va après quelques mois pour des raisons personnelles. Appelé pour la tournée, Mausna ne revient finalement pas. El Gore, du groupe viennois de black metal Defender KFS, vient et fait la tournée américaine en mai 2006. En août 2007, Schirenc annonce une nouvelle dissolution du groupe et l'annulation des concerts prévues.
À la fin de 2013, Martin Schirenc reforme le groupe avec deux nouveaux musiciens sous le nom de The Church of Pungent Stench. Il fait une apparition le 6 décembre au Eindhoven Metal Meeting. Le festival Hellfest annonce la participation du groupe pour l'édition de 2014. Le nom du groupe étant contesté par d'anciens membres, Schirenc le change en 2014 en Schirenc Plays Pungent Stench.

## Discographie
- 1988 : Mucous Secretion (démo)
- 1989 : split-LP avec Disharmonic Orchestra
- 1989 : Extreme Deformity
- 1990 : For God Your Soul... For Me Your Flesh
- 1990 : Blood, Pus and Gastric Juice
- 1991 : Been Caught Buttering
- 1993 : Dirty Rhymes and Psychotronic Beats
- 1994 : Club Mondo Bizarre - For Members Only
- 1997 : Praise the Names of the Musical Assassins
- 2001 : Masters of Moral, Servants of Sin
- 2004 : Ampeauty
- 2018 : Smut Kingdom (enregistré en 2007)